# Diócesis de Wilmington
La diócesis de Wilmington (en latín: Dioecesis Wilmingtonien(sis) y en inglés: Roman Catholic Diocese of Wilmington) es una circunscripción eclesiástica latina de la Iglesia católica en Estados Unidos, sufragánea de la arquidiócesis de Baltimore. La diócesis tiene al obispo William Edward Koenig como su ordinario desde el 30 de abril de 2021.

## Territorio y organización
La diócesis tiene 13 916 km² y extiende su jurisdicción sobre los fieles católicos de rito latino residentes en el estado de Delaware y en 9 condados del estado de Maryland: Caroline, Cecil, Dorchester, Kent, Queen Anne, Somerset, Talbot, Wicomico y Worcester. 
La sede de la diócesis se encuentra en la ciudad de Wilmington, en donde se halla la Catedral de San Pedro.
En 2020 en la diócesis existían 56 parroquias

## Historia
La primera misión católica en Delaware fue creada en 1804 por Patrick Kenney en el sitio del cementerio Coffe Run en Mill Creek, Delaware. La misión aparece en el Registro Nacional de Lugares Históricos.
La diócesis fue erigida el 3 de marzo de 1868 con la breve Summi apostolatus del papa Pío IX, obteniendo el territorio de la arquidiócesis de Baltimore y la diócesis de Filadelfia (hoy arquidiócesis de Filadelfia).
En el momento de su erección la diócesis tenía solo ocho sacerdotes. Después de 18 años, el obispo Becker dejó la diócesis después de duplicar el número de iglesias y triplicar el de sacerdotes.
Su sucesor inmediato, Alfred Allen Curtis, colaboró con Saint Catherine Drexel para establecer un segundo orfanato y una escuela vocacional en la diócesis, además de las escuelas parroquiales. En 1896, cuando renunció, la diócesis administraba tres orfanatos, tres escuelas secundarias y nueve iglesias parroquiales.
El obispo John Monaghan fundó el hospital Saint Francis.
Muy importante fue el largo episcopado de Edmond John FitzMaurice, durante el cual el número de bautizados aumentó de 34 000 a 85 000. Fomentó muchas iniciativas caritativas y asociaciones católicas, estableció diecisiete nuevas parroquias, diecinueve escuelas primarias y nueve escuelas secundarias.
En 1974 cedió una parte de su territorio (los condados de Accomack y Northampton en Virginia) a la diócesis de Richmond.

## Estadísticas
De acuerdo al Anuario Pontificio 2021 la diócesis tenía a fines de 2020 un total de 246 157 fieles bautizados.
| Año                                                                             | Población            | Población | Población      | Sacerdotes | Sacerdotes    | Sacerdotes    | Bautizados por sacerdote | Diáconos permanentes | Religiosos | Religiosos | Parroquias |
| Año                                                                             | Bautizados católicos | Total     | % de católicos | Total      | Clero secular | Clero regular | Bautizados por sacerdote | Diáconos permanentes | Varones    | Mujeres    | Parroquias |
| ------------------------------------------------------------------------------- | -------------------- | --------- | -------------- | ---------- | ------------- | ------------- | ------------------------ | -------------------- | ---------- | ---------- | ---------- |
| 1948                                                                            | 36 731               | 484 427   | 7.6            | 119        | 62            | 57            | 308                      |                      | 62         | 27         | 38         |
| 1966                                                                            | 123 619              | 762 014   | 16.2           | 203        | 120           | 83            | 608                      |                      | 109        | 394        | 51         |
| 1970                                                                            | 126 125              | 882 875   | 14.3           | 197        | 113           | 84            | 640                      |                      | 110        | 499        | 54         |
| 1976                                                                            | 113 558              | 807 533   | 14.1           | 210        | 116           | 94            | 540                      |                      | 184        | 434        | 53         |
| 1980                                                                            | 121 500              | 864 000   | 14.1           | 209        | 117           | 92            | 581                      | 1                    | 135        | 420        | 55         |
| 1990                                                                            | 136 072              | 1 005 800 | 13.5           | 217        | 127           | 90            | 627                      | 42                   | 126        | 336        | 56         |
| 1999                                                                            | 173 702              | 1 108 890 | 15.7           | 220        | 126           | 94            | 789                      | 48                   | 33         | 271        | 55         |
| 2000                                                                            | 193 805              | 1 123 231 | 17.3           | 220        | 129           | 91            | 880                      | 48                   | 116        | 260        | 56         |
| 2001                                                                            | 205 000              | 1 137 988 | 18.0           | 209        | 125           | 84            | 980                      | 53                   | 108        | 270        | 56         |
| 2002                                                                            | 215 000              | 1 179 504 | 18.2           | 208        | 122           | 86            | 1033                     | 72                   | 107        | 251        | 56         |
| 2003                                                                            | 220 000              | 1 199 701 | 18.3           | 216        | 130           | 86            | 1018                     | 77                   | 115        | 251        | 57         |
| 2004                                                                            | 225 000              | 1 215 685 | 18.5           | 200        | 114           | 86            | 1125                     | 76                   | 115        | 259        | 57         |
| 2010                                                                            | 238 375              | 1 314 050 | 18.1           | 206        | 133           | 73            | 1157                     | 107                  | 99         | 227        | 57         |
| 2014                                                                            | 240 338              | 1 369 080 | 17.6           | 173        | 114           | 59            | 1389                     | 110                  | 78         | 201        | 57         |
| 2017                                                                            | 245 092              | 1 482 000 | 16.5           | 167        | 106           | 61            | 1467                     | 107                  | 75         | 172        | 56         |
| 2020                                                                            | 246 157              | 1 445 780 | 17.0           | 165        | 107           | 58            | 1491                     | 112                  | 64         | 154        | 56         |
| Fuente: Catholic-Hierarchy, que a su vez toma los datos del Anuario Pontificio. |                      |           |                |            |               |               |                          |                      |            |            |            |

### Escuelas secundarias
- Archmere Academy *, Claymont, DE
- Padua Academy, Wilmington, DE
- Saints Peter and Paul High School, Easton, MD
- St. Elizabeth High School, Wilmington, DE
- St. Mark's High School, Wilmington, DE
- St. Thomas More Academy, Magnolia, DE
- Salesianum School *, Wilmington, DE
- Ursuline Academy *, Wilmington, DE

* Operada privadamente

## Episcopologio
- Thomas Albert Andrew Becker † (3 de marzo de 1868-26 de marzo de 1886 nombrado obispo de Savannah)
- Alfred Allen Paul Curtis † (3 de agosto de 1886-23 de mayo de 1896 renunció[5])
- John James Joseph Monaghan † (26 de enero de 1897-10 de julio de 1925 renunció[6])
- Edmond John Fitzmaurice † (24 de julio de 1925-2 de marzo de 1960 renunció[7])
- Michael William Hyle † (2 de marzo de 1960-26 de diciembre de 1967 falleció)
- Thomas Joseph Mardaga † (9 de marzo de 1968-28 de mayo de 1984 falleció)
- Robert Edward Mulvee † (19 de febrero de 1985-9 de febrero de 1995 nombrado obispo coadjutor de Providence)
- Michael Angelo Saltarelli † (21 de noviembre de 1995-7 de julio de 2008 retirado)
- William Francis Malooly (7 de julio de 2008-30 de abril de 2021 retirado)
- William Edward Koenig, desde el 30 de abril de 2021